# بل پل (ای۶۵۰)
بل پل (ای۶۵۰) (به انگلیسی: Belle Poule (A 650)) یک کشتی بود که طول آن ۳۷٫۵۰ متر (۱۲۳٫۰ فوت) بود. این کشتی در سال ۱۹۳۲ ساخته شد.